# Chamaeleo cristatus
Chamaeleo cristatus este o specie de cameleon din genul Chamaeleo, familia Chamaeleonidae, ordinul Squamata, descrisă de Stutchbury 1837. Conform Catalogue of Life specia Chamaeleo cristatus nu are subspecii cunoscute.